# 仙波厚
仙波 厚（せんば あつし、1945年 - ）は、元東京高裁部総括判事。公証人。

## 略歴
- 1967年 東京大学法学部卒
- 1967年 司法修習生
- 1969年 判事補
以降、裁判官として大阪地方裁判所、札幌地方裁判所、東京地方裁判所、山形地方裁判所（酒田支部長）、東京高等裁判所（職務代行）
- 1984年 最高裁判所調査官
- 1988年 大阪地方裁判所判事
大阪地方裁判所総括判事、東京高裁判事など歴任。
- 2000年 岐阜地方裁判所所長
- 2001年 東京高裁部総括判事
- 2006年 退官
- 2007年 公証人
- 2015年 春の叙勲で旭日中綬章受章。

## 主な担当事件
- 元千葉ロッテマリーンズ投手強盗殺人事件（二審東京高裁裁判長 2006年2月23日）
※一審の無期懲役判決を支持し、弁護側の控訴を棄却した。

## 著書
- 『刑事訴訟の実務』上下（新日本法規）共著